# Ermita de San Pantaleón de Losa
La ermita de San Pantaleón de Losa es una ermita románica ubicada en la población de San Pantaleón de Losa, en el municipio burgalés de Valle de Losa. Se considera una de las obras más hermosas y originales del arte románico en Burgos. Es también conocida por la relación que algunos han hecho entre la edificación y la leyenda del Santo Grial.
La ermita se halla en lo alto de una colina con forma de proa de barco, alejada de la población que se encuentra en el valle, y está construida en sillería. Edificio relevante dentro del arte románico, su tamaño es, sin embargo, reducido.

## Arquitectura

### Exterior

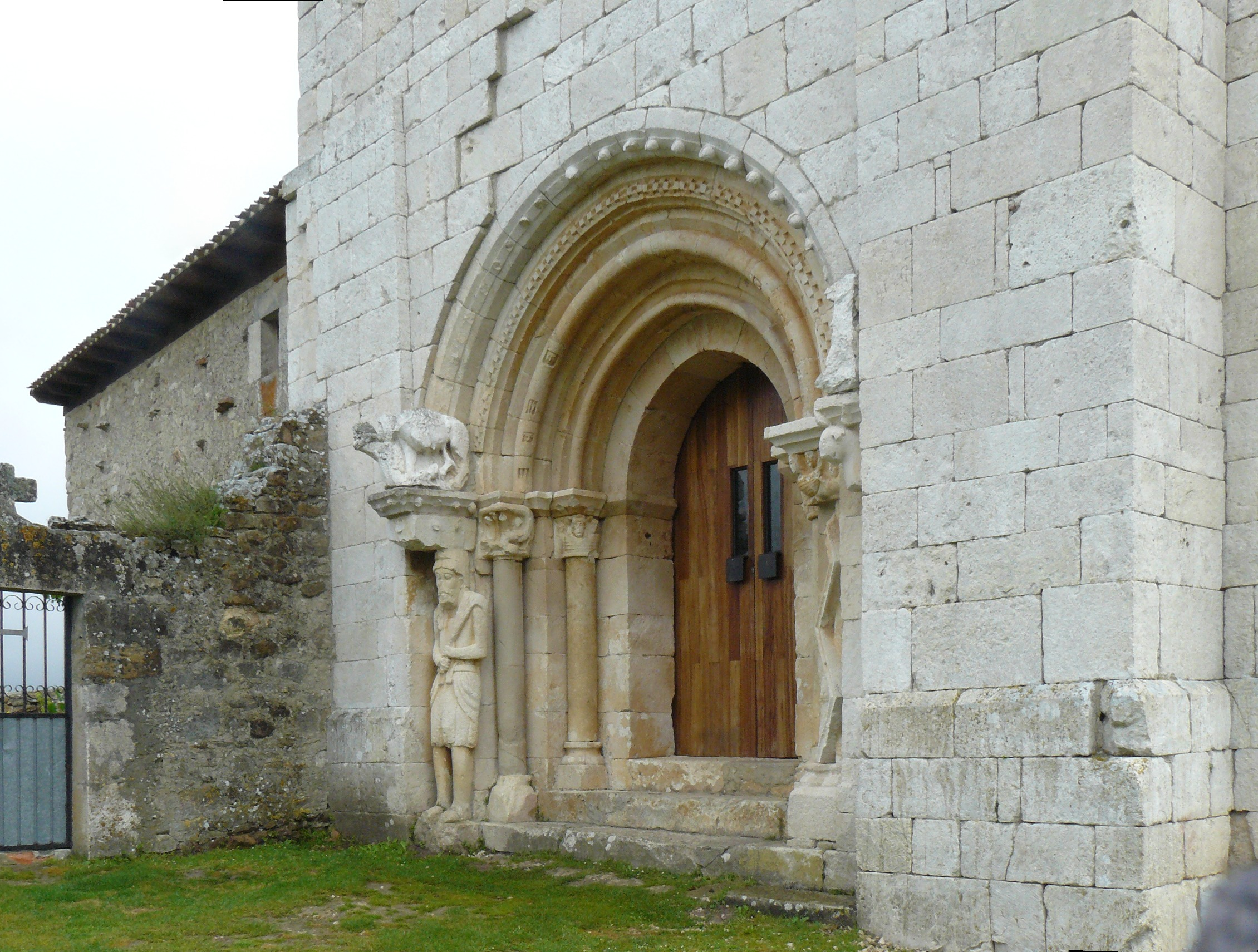
Portada de la ermita, con la figura humana y la columna en zigzag.

Una de las partes más llamativas del templo es su original portada. Los arcos de medio punto de la misma se sostienen en cada lado por dos columnas y una figura inusual: a la izquierda un gigante, identificado como un atlante; a la derecha una columna en zigzag. Los capiteles de las columnas están decorados con motivos variados: un reptil devorando a un hombre caído, una tinaja con cabezas, tres hombres sentados y la escena de Jonás y la ballena. Las arquivoltas muestran decoraciones comunes en templos románicos salvo una, que contiene rostros y piernas de personas como si estuviesen encerrados en el arco.

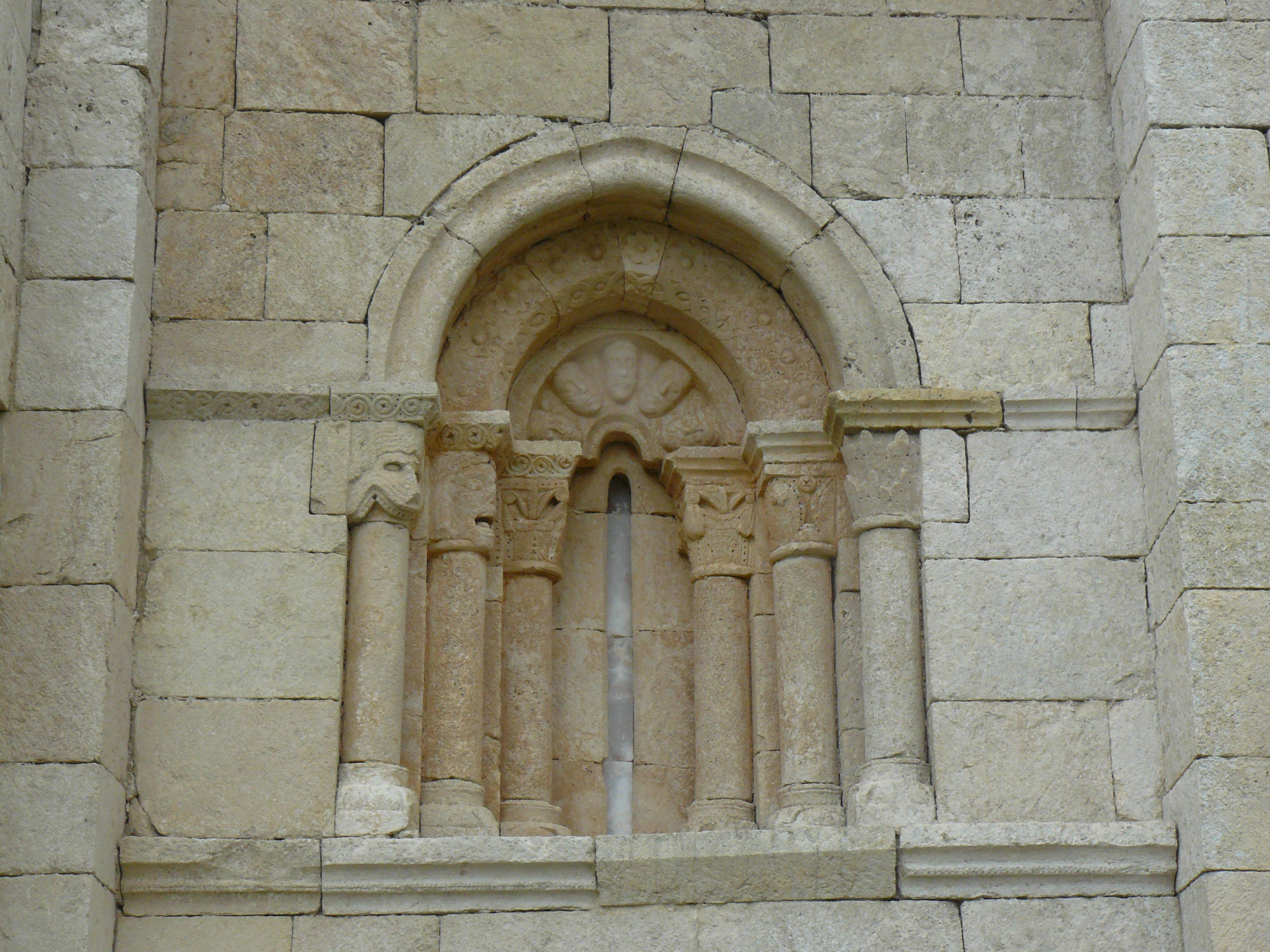
Ventana del sur, con mascarones y motivos vegetales.

Sobre la portada se encuentra una ventana ciega con seis arcos que descansan sobre capiteles decorados con motivos vegetales.
El ábside, como toda la construcción, es pequeño. Tiene una sección recta y otra semicircular, dividida en tres paños por columnas. Dos impostas lo dividen en tres secciones horizontales. Cuenta con tres ventanas decoradas con motivos variados. La sección recta en su lado sur también cuenta con una ventana decorada de manera similar a una de las del ábside, con mascarones.
Entre la nave y el presbiterio se encuentra una espadaña.

### Interior
La planta de la nave es cuadrada. Una cúpula a gran altura se sostiene sobre cuatro arcos apuntados. El presbiterio se encuentra elevado respecto de la nave y está cubierto por una bóveda de medio cañón. Los capiteles del arco del triunfo están decorados con grifos y motivos vegetales. El arco toral se asienta también sobre capiteles decorados con grifos y un dragón que devora a un hombre.

## Historia
Consagrada en 1207, la ermita conservó una reliquia de san Pantaleón: su sangre que se licuaba el día de su festividad, que atraía a numerosos peregrinos y curiosos. El convento de la Encarnación cuenta con una ampolla que se cree procede de esta ermita.

## Restauración
Durante el proceso de restauración, los arqueólogos realizaron diecinueve sondeos, documentando la existencia de una necrópolis con tumbas fechadas entre los siglos XIII y XVII, así como la presencia de una basílica paleocristiana. Los estudios acerca de la iconografía, realizados por investigadores del CSIC desvelan la representación de los seis martirios de san Pantaleón: con plomo fundido, ahogamiento en el mar, en la rueda, en el potro, arrojado a las fieras y con una espada hasta que, finalmente, fue decapitado. Estos motivos fueron posteriormente imitados en otros templos románicos de la comarca.